# Immanuel Höhn
Immanuel Höhn (Mainz, 23 december 1991) is een Duits voetballer die bij voorkeur als centrale verdediger speelt. Hij stroomde in 2012 door vanuit de jeugd van SC Freiburg.

## Clubcarrière
Höhn speelde in de jeugd voor Hassia Bingen, Kaiserslautern, opnieuw Hassia Bingen, FK Pirmasens en SC Freiburg. Op 23 januari 2012 tekende hij zijn eerste profcontract. Op 5 februari 2012 debuteerde hij in de Bundesliga tegen Werder Bremen.

## Erelijst
SC Freiburg
- 2. Bundesliga

2016